# 13E busz (Pécs)
A pécsi 13E jelzésű autóbusz a Főpályaudvar és Hird, Harangláb utca között közlekedik gyorsjáratként. A 6-os főúton közelíti meg Hirdet, gyors kapcsolatot teremtve a belvárossal.

## Története
2017. szeptember 1-jén a korábbi 113-as buszt kettéosztották, eredeti útvonalán a 13E busz közlekedik és a Zsolnay-szobor helyett a Vásárcsarnoknál áll meg. 104E jelzéssel új járatot indítottak, mely a Főpályaudvar helyett Uránvárosig közlekedik.

## Útvonala
| Főpályaudvar → Budai Állomás → Hird, Harangláb utca | Hird, Harangláb utca → Budai Állomás → Főpályaudvar |
| --- | --- |
| Főpályaudvar – Kálvin utca – Ipar utca – Bajcsy-Zsilinszky utca – Rákóczi út – Rákóczi út – Zsolnay Vilmos utca – Pécsváradi út – – bekötőút – Hirdi út – Szövőgyár utca – forduló – Szövőgyár utca – Zengő utca – Harangláb utca – Hird, Harangláb utca | Hird, Harangláb utca – Harangláb utca – Zengő utca – Szövőgyár utca – forduló – Szövőgyár utca – Hirdi út – bekötőút – – Pécsváradi út – Zsolnay Vilmos utca – Rákóczi út – Rákóczi út – Bajcsy-Zsilinszky utca – Ipar utca – Kálvin utca – Főpályaudvar |

## Megállóhelyei
| 13E (Főpályaudvar – Hird, Harangláb utca) |                                 |          | |               |
| Perc (↓)                                  | Megállóhely                     | Perc (↑) | Megállóhelyet érintő járatok | Létesítmények |
| 0                                         | Főpályaudvar végállomás         | 30       | 3, 3E, 4, 4Y, 6, 6E, 7, 7Y, 8, 13, 13E, 13Y, 14, 14Y, 15, 15A, 20, 30, 31, 32, 32Y, 33, 34, 34Y, 35, 35Y, 36, 37, 38, 38Y, 39, 40, 41, 41E, 41Y, 42, 42Y, 43, 44, 46, 47, 73, 73Y, 104, 104A, 104E, 104Y, 130, 130A, 140 · Helyközi autóbuszok · Főpályaudvar |               |
| 2                                         | Vásárcsarnok                    | 28       | 4, 4Y, 13, 13E, 13Y, 15, 15A, 30, 31, 32, 32Y, 33, 34Y, 35Y, 44, 46, 60, 60Y, 103, 104, 104A, 104E, 104Y, 109E, 130, 130A |               |
| 5                                         | Árkád                           | 25       | 2, 2A, 2E, 3, 3E, 4, 4Y, 6, 6E, 7, 7Y, 8, 13, 13E, 13Y, 14, 14Y, 15, 15A, 22, 23, 23Y, 24, 25, 26, 26A, 27, 27Y, 28, 28A, 28Y, 29, 30, 33, 38, 38Y, 39, 40, 60, 60Y, 73, 73Y, 102, 102Y, 103, 104, 104A, 104E, 104Y, 107E, 109E, 130, 130A, 140               |               |
| 7                                         | 48-as tér                       | 23       | 2, 2A, 2E, 4, 4Y, 13, 13E, 13Y, 14, 14Y, 15, 15A, 20, 21, 21A, 30Y, 60, 60A, 60Y, 102, 102Y, 104, 104A, 104E, 104Y, 121 · Helyközi autóbuszok · Pécs-Külváros                                                                                                 |               |
| 9                                         | Zsolnay Negyed                  | 22       | 2, 2A, 4, 4Y, 13, 13E, 13Y, 14, 14Y, 15, 15A, 20, 21, 21A, 30Y, 60, 60A, 60Y, 102, 102Y, 104, 104A, 104E, 104Y, 121 |               |
| 11                                        | Mohácsi út                      | 20       | 2, 2A, 4, 4Y, 13, 13E, 13Y, 14, 14Y, 15, 15A, 20, 21, 21A, 25, 26, 30Y, 60, 60A, 60Y, 102, 102Y, 104, 104A, 104E, 104Y, 121 · Helyközi autóbuszok |               |
| 13                                        | Gyárvárosi templom              | 18       | 2, 2A, 4, 4Y, 13, 13E, 13Y, 14, 14Y, 15, 15A, 25, 26, 26A, 30Y, 60, 60A, 60Y, 102, 102Y, 104, 104A, 104E, 104Y |               |
| 15                                        | Budai Állomás                   | 16       | 2, 2A, 2E, 4, 4Y, 12, 13, 13E, 13Y, 14, 14Y, 15, 15A, 16, 25, 26, 26A, 30Y, 60, 60A, 60Y, 102, 102Y, 104, 104A, 104E, 104Y · Helyközi autóbuszok |               |
| 18                                        | Eperfás út                      | 13       | 13, 13E, 13Y, 14, 14Y, 15, 15A, 25, 26, 60A, 102, 102Y, 104, 104A, 104E, 104Y · Helyközi autóbuszok |               |
| ∫                                         | Murom                           | 10       | 13, 13E, 13Y, 14, 14Y, 15, 15A, 25, 26, 60A, 102, 102Y, 104, 104A, 104E, 104Y · Helyközi autóbuszok |               |
| ∫                                         | Vasasi elágazás                 | 8        | 13E, 104E · Helyközi autóbuszok |               |
| 23                                        | Hirdi út                        | 6        | 13, 13E, 13Y, 60A, 104A, 104E, 104Y |               |
| 25                                        | Szövőgyár utca                  | 4        | 13, 13E, 13Y, 60A, 104A, 104E, 104Y |               |
| 27                                        | Zengő utca                      | 2        | 13, 13E, 13Y, 60A, 104A, 104E, 104Y |               |
| 28                                        | Hadik András utca               | 1        | 13, 13E, 13Y, 60A, 104A, 104E, 104Y |               |
| 30                                        | Hird, Harangláb utca végállomás | 0        | 13, 13E, 13Y, 60A, 104A, 104E, 104Y |               |